# Ulderico Sergo
Ulderico Sergo   (Rijeka, 4 de juliol de 1913 - Cleveland, 20 de febrer de 1967) va ser un boxejador italià que va competir durant les dècades de 1930 i 1940.
El 1936 va prendre part en els Jocs Olímpics d'Estiu de Berlín, on guanyà la medalla d'or de la categoria del pes gall del programa de boxa. Va guanyar la final en superar a l'estatunidenc Jackie Wilson.
En el seu palmarès també destaca el Campionat d'Europa amateur de 1937 i 1939. Posteriorment, entre 1941 i 1952, fou professional. El seu balanç fou de 17 victòries, 7 derrotes i 5 combats nuls.